# USS The Sullivans (DD-537)
USS Sullivans (DD-537) — эскадренный миноносец типа «Флетчер» ВМС США. Имя получил в честь пяти братьев Саливан, погибших 13 ноября во время морского сражения за Гуадалканал. DD-537 стал первым американским военным кораблем, названным в честь более чем одного человека. Девиз корабля — «Мы держимся вместе».
Спущен на воду на верфи «Бетлехем Стил» 4 апреля 1943 года. Крёстной матерью корабля стала мать братьев Салливан. Корабль вступил в строй 23 декабря 1943 года.

## История

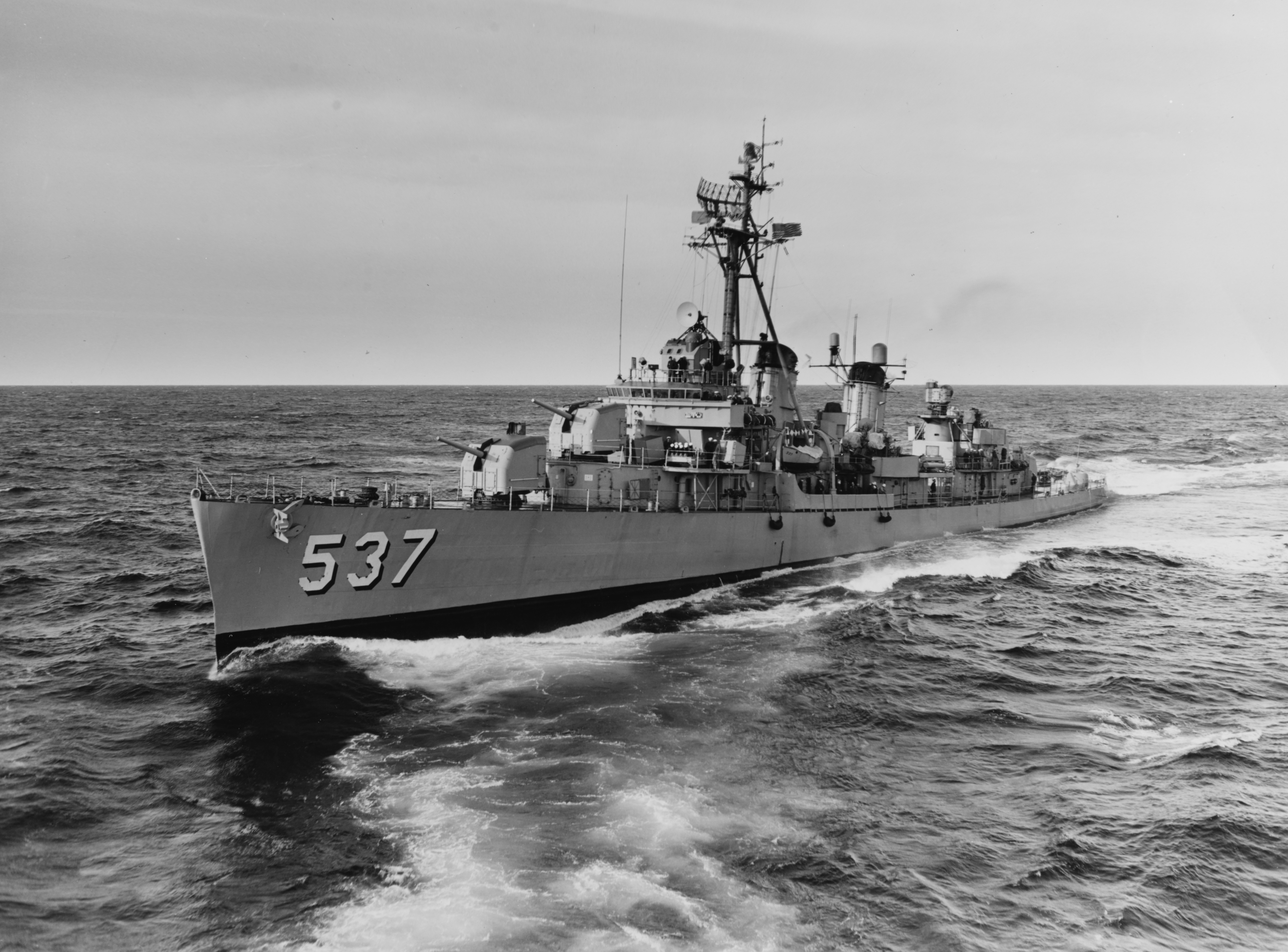

После приемо-сдаточных испытаний 23 декабря 1943 г. эсминец вместе с USS Dortch (DD-670)и USS Gatling (DD-671) вышел в Перл-Харбор, куда прибыл 5 дней спустя. Во время обучения в гавайских водах, корабль был определён в 52-1 дивизион эсминцев. 16 января 1944 года он вышел из Перл-Харбора с оперативной группой 58.2(TG 58.2) для операции у Маршалловых островов. По дороге к атоллу Кваджалейн к группе присоединился 9-й дивизион линкоров. 24 января TG 58.2 прибыла в точку запуска для воздушных ударов напротив Роя. В течение двух недель USS Sullivans охранял USS Essex (CV-9), WSS Intrepid (CV-11), и USS Cbot (CVL-28), пока они вели почти непрерывные воздушные налеты. После этого эсминец продолжал свои операции на севере и северо-западе островов Рой и Намюр во время битвы у Кваджалейна до 4 февраля, после чего TG 58.2 ушла в Маджуро для дозаправки и пополнения припасов.